# Allwinner A1X

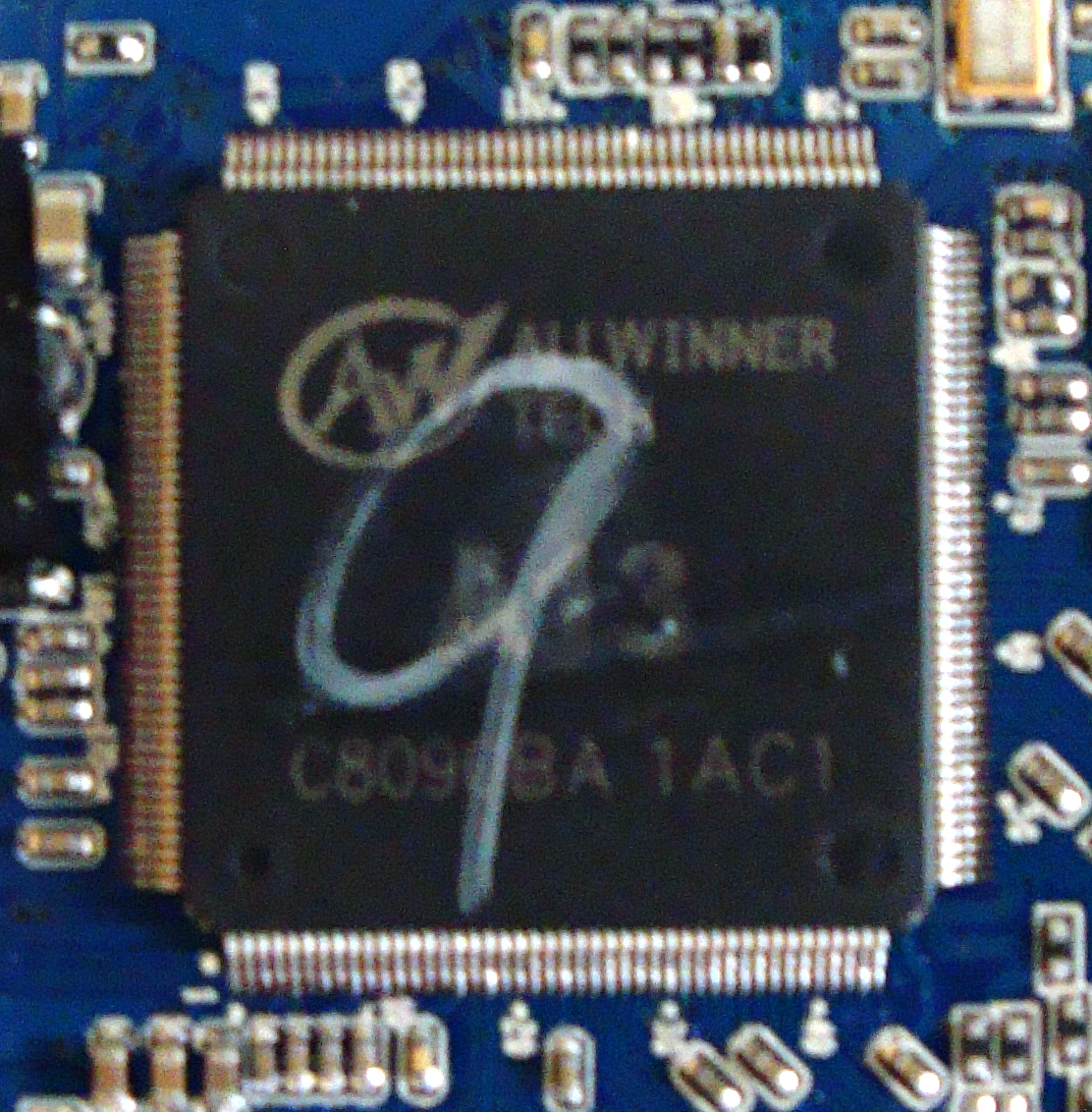
AllWinner A13

Allwinner A1X est une série de SoC (System on Chip) d'architecture ARM produit par la société chinoise AllWinner Technology à Zhuhai, dans la province du Guangdong.
La série est actuellement dérivée en deux modèles, la A10 (sun4i) un SoC complet, équipé d'un processeur ARM Cortex-A8 et d'un GPU ARM Mali 400 MP et le A13 (sun5i), conçu au départ pour des tablettes plus bas de gamme, sans connexion HDMI ou SATA possible.
Le plus célèbre de cette série est le Allwinner A10, également nommé Quanzhi A10 ou bien Boxchip A10 utilisé dans de nombreuses tablettes et clients légers.
En décembre 2012, AllWinner présente ses successeurs, disponible en production de masse le mois même pour les constructeurs, le Allwinner A20, comportant deux cœurs Cortex-A7 MPCore et de deux cœurs ARM Mali-400 MP2 (double cœur), ainsi que le Allwinner A31 équipé de quatre cœurs ARM Cortex-A7 MPCore et de 8 cœurs graphiques PowerVR SGX544. Les premiers appareils équipés de ces solutions sont sortis en janvier 2013, parmi lesquelles des tablettes de la société chinoise à bas prix Onda ou encore des PC sur un bâtonnet.
En septembre 2013, la société commence à divulguer le Allwinner A80 qui utilisera une architecture de type big.LITTLE, basé sur 4 Cortex-A7 et quatre Cortex-A15

## Allwinner A10
Le SoC est gravé en 55 nm, il contient  :

### Processeur
Un CPU Cortex A8 (référence ARM)
- Jusqu'à 1,2 GHz sans refroidissement
- FPU : ARM VFPv3 FPU du Cortex A8, 32 registres double précision[3], également appelé VFPlite, une version plus lente requiert 10 fois plus de cycle que le VFP d'un ARM Cortex-A9 MPCore.
- unité SIMD NEON

### GPU
Un processeur et mélangeur G2D pour l'accélération 2D.
- Un cœur GPU ARM Mali 400MP à 300 MHz pour les calculs géométriques 3D.

### Audio
Un APU pour l'audio

### VPU
Un VPU CedarX, conçu par Allwinner pour la vidéo
- Capable de décoder du 4K2K (également appelé quad HD ou Super HD) (4196 x 2160P) et des films 3D
- Décode les codecs VP8 AVS (WebM), h.264 MVC, VC-1, MPEG-1/2/4…
- Encode en vidéo HD (H.264 High Profile, 1080p à 60 fps, 720p à 100 fps).

### Périphériques de sortie
Un DPU pour l'affichage supportant les périphériques
- plusieurs écrans HD
- HDMI v1.3/v1.4
- YPbPr, CVBS, VGA
- Interfaces LCD : CPU, RGB, LVDS jusqu'à 1080P Full HD HDTV

### Gestion de l'énergie
Un PMU pour la gestion de l'énergie permettant une fonction transparente d'utilisation flexible de l'énergie avec ports USB, transformateur AC externe, batterie Li en fonction des charges applicatives.

### Cryptographie
- Technologie Trustzone et DRM
- chiffrement et déchiffrage DES, 3DES et AES
- Support des sommes de contrôle SHA-1, MD5
- Pseudo générateur aléatoire (PRNG) matériel
- ID puce EFUSE 128-bit

### Mémoire
- DDR2, DDR3 SDRAM, 32-bit
- Flash NAND DDR SLC/MLC/TLC

### Connectivité
- 3 ports USB 2.0 (OTG/HOST/UTI)
- Télévision numérique UTI (TS over USB)
- 2 CSI, 2 TS
- 4 Carte SD 3.0
- Contrôleur ethernet 10/100 Mb
- Bus CAN (A10 seulement)[2]
- interface SATA 2.0 incluse
- Interfaces audio I2C, SPDIF et AC97.
- 2 PS2, 4 SPI, 3 TWI et 8 UART

### Stockage et périphériques de démarrage
- Flash NAND
- Flash NOR SPI
- Carte SD
- USB
- SATA

## Systèmes fonctionnant ou en cours de portage

### Noyau Linux
La gestion de base de ce processeur était gérée par un patch maintenu par la société Allwinner en dehors du noyau. La communauté linux-sunxi a développé les modules en respectant les conventions de la « Liste de vérification pour le support ARM de Linux » (ARM Linux Support Check-List), ce qui a permis son intégration dans le tronc principal des sources du noyau Linux à partir de la version 3.8, sortie le 19 février 2013. Il y est depuis maintenu et amélioré

#### GNU/Linux
- Miniand Lubuntu 12.04 et Xubuntu 12.04 [6]
- Toby Corkindale’s Linary 12.06 armhf build[6]
- Rikomagic Lubuntu 12.04[6]
- Puppy Linux[6]
- Fedora 17[6]
- Linux Ubuntu 12.04 en cours de portage[7]

##### Pilotes et accélération matérielle

###### Pilotes officiels
L'accélération 2D est 3D est gérée officiellement par :
- Un pilote X11 libre et open source pour le processeur Mali fourni par ARM
- Un pilote binaire DRM fourni par Allwinner pour le noyau Linux.

Pour l’accélération vidéo :
- Un pilote binaire pour l'accélération via le VPU CedarX.

###### Vers des pilotes libres plus performants
L'accélération matérielle 2D et 3D est d'ores et déjà disponible dans certaines versions du système Linux, mais peut être améliorée d'après certaines expérimentations. en remplaçant le pilote officiel open source Mali d'ARM, limité dans son support des fonctions d'X11, par un pilote en cours de développement, nommé « xf86-video-sunxifb ». Dans une des premières expérimentations (pilote version 0.2.0), il triple la vitesse de l'affichage pour la 2D, lorsque les fenêtres ne se recouvrent pas, ce cas étant toujours géré par l'ancien pilote, et est jusqu'à 10 fois plus rapide pour la 2D.
Le pilote Lima pour le GPU Mali, en cours de développement est une alternative libre aux pilote binaire fourni par Allwinner et d'autres fabricants utilisant ce GPU.
Le 30 août 2013, un pilote libre expérimental fonctionne pour l'accélération du décodage vidéo, via mplayer et le protocole VDPAU. Les codecs H.264, MPEG-1 et MPEG-2.

#### Android
- Linux Android 4.0 ICS officiellement par différents constructeurs, ainsi que CyanogenMod et Uberdroid.
- Linux Android 4.1 en cours de portage via CyanogenMod 10[10].
- Linux Android 4.2.2 en cours de portage via CyanogenMod 10.1[11].
- Linux Android 4.4 en cours de portage via CyanogenMod 11[12].

## équipements

### Tablettes
Ce processeur est très populaire dans les tablettes à bas prix du fait de ses performances en vidéo (cedarX) et 3d (mali 400MP) et de son prix bas lié à un microprocesseur un peu moins performant (Cortex A8)
- Ainol Novo7 Aurora, Novo7 Elf
- Arnova MW13 FamilyPad 13"[13]
- Bmorn V99
- Carrefour CMP4708T
- CEMA10N7 "inconnu"
- Eken A90 (et clones), T01, T02, T05a, T10 (avec ou sans accéléromètre mxc622x)
- Flytouch 7
- Gemei G2, G9
- Hyundai A7HD
- ICOO D90W et clones
- JXD S9000
- LY-F1 et clones
- Mediacom 711i, 907c, 910i, 917i et 927i
- Momo 9, 11 Bird
- Onda Vi30 Deluxe V3, Vi10, Vi40
- Polaroid Diamond III 9"
- Protab2XXL
- Sanei N10, N83, N83 Deluxe, N90
- Teclast A10t et clones
- TNT Singularity et clones
- Visture V3 et clones
- YFGPS (OEM) : MW13-1301, MW13-1302 (13"), MW13-1001, MW13-1003 (10,1"), MW07-9702, MW07-9703, MW07-970, MW07-9701B, MW07-9701C (9,7")[14]
- UPPO PO-8003 (ou Sysbay S-MP99) (autre référence, à ajouter).

### Smartbook
- Panda H6
- Rikomagic ARM netbook (OEM producteur du Panda H6 ?)

### Clients légers
- Cloudsto A10 Media PC+[15]
- MeLe A1000, A2000[16] et A3600
- Mini X (ou Mini X10), renommé en Mini Xplus (à la suite de problèmes légaux) et révisé pour réduire des problèmes de température.
- Wits pro A10 (orienté développement matériel)

### PC-on-a-stick
- Rikomagic (OEM) MK802 (vendu quelquefois sous le nom AK802) et MK802 II
- uHost
- Zero devices, deux produit Rikomagic sous marque : Z802 (MK802) et Z902 (MK802 II).
- QuickEmbed UPuter Pi [17]

### Carte mères
- Gooseberry
- Hackberry
- Cubieboard (matériel libre)[18]
- OLinuXino A13-OLinuXino-WIFI-DEV (matériel libre), basé sur le A13 [19]

### GPS
- YFGPS (OEM) : MW01-7002[20]